# Strijkkwintet (Nordgren)
Pehr Henrik Nordgren componeerde zijn enige Strijkkwintet in 2000; het draagt opus 110.
Het werk is op verzoek geschreven van een muziekfestival gehouden dat jaar in Kimito/Kemiö.
Het strijkkwintet is geschreven voor twee violen, een altviool en twee celli. De componist probeerde door de twee celli het werk enige stevigheid te geven. Dit deed hij niet door de beide cellopartijen unisono (of oktaaf) te laten spelen; hij gaf ze elk een aparte partij. Het werk kent in afwijking van de gangbare kamermuziekvorm geen vier maar slechts twee delen, waarbij het korte deel 1 (circa 6 minuten) een inleiding is tot deel 2 (circa 13 minuten). Het werk begint met een orgelpunt in beide cellopartijen met een onderling kwintinterval. De andere stemmen spelen daar in triovorm overheen, waarna de celli deel gaan nemen in de kwintvorm. De climax van deel 1 ligt ongeveer halverwege waarin alle stemmen om elkaar heen cirkelen. Na de climax komt het werk tot stilte en rust. Deel 2 heeft hetzelfde tempo als deel 1. Deel 2 zet de ingezette rust van deel 1 voort, maar wordt rustelozer en rustelozer. Aan het slot verdwijnt de meerstemmigheid van de partijen en speelt de eerste viool over de akkoorden van de rest; het werk sterft in stilte.
Het werk ging in première op 4 juli 2000 op een van de eilandjes behorende bij Kemiö. Een van de deelnemende musici was Sakari Oramo, die zou uitgroeien tot een bekend dirigent.